# 23-тя окрема механізована бригада (Україна)
23-тя окрема механізована бригада (23 ОМБр) — з'єднання механізованих військ Сухопутних військ Збройних сил України чисельністю у бригаду.
Базується у м. Покровськ Донецької області. Входить до складу ОК «Схід». Бригаду створено в січні 2023 р. в м. Самар Дніпропетровської області.
У 2023 році у складі військ ОСУВ «Таврія» вела бої на запорізькому напрямку.

## Історія
4 червня 2023 року бригада спільно з 110 бригадою ТрО звільнила село Новодарівка в Запорізькій області. Підрозділи 23-ї механізованої бригади атакували російські позиції колоною із 2 танків і 6 бронеавтомобілів. На підході частина бронетехніки підірвалась на протитанкових мінах, а російський танк із засідки влучно відстрілявся по колоні та зміг відступити. Проте екіпажі та піхотинці 23-ї бригади не втекли, а закріпились у посадці біля розбитої техніки та через деякий час пішли уперед. З іншого флангу Новодарівку атакувала 110-та бригада територіальної оборони. За свідченнями українських солдат, російську піхоту в селі підтримували 3 танки Т-90А. Один з них був знищений на околиці села гранатометником 110-ї бригади ТРО, після цього ураження два інших танка втекли, в тому числі той екіпаж, який атакував українську колону. Покинута у селі російська піхота була розбита у контактному бою вояками 23-ї та 110-ї бригад.
Влітку 2023 року бригада входила до складу ОСУВ «Таврія», президент Зеленський неодноразово висловлював їй подяку.
4 січня 2024 року, за інформацією DeepState, біля села Новомихайлівка російські війська розстріляли 6 українських військових 23-ї окремої механізованої бригади.
З серпня 2024 бригада брала участь в битві за Часів Яр

## Структура[10]
- 1-й механізований батальйон[11]
- 2-й механізований батальйон
- 3-й механізований батальйон
- Танковий батальйон
- Артилерійська група
- Зенітний ракетно-артилерійський дивізіон
- Інженерний батальйон
- Розвідувальна рота
- Рота зв'язку
- Ремонтно-відновлювальний батальйон
- Медична рота
- Рота РХБЗ
- Логістичний батальйон
- Батальон «Жнець» (Безпілотний батальйон)
- Нічна розвідка «Вампір»
- Рота ударних дронів
- 415-й окремий стрілецький батальйон[12]
- 423-й окремий стрілецький батальйон[13]
- Підрозділ БПЛА «Ясні очі»[14][15][16][17]

## Оснащення
- 2С1 «Гвоздика»[18]

## Командування
- полковник Веретейченко Іван Леонідович[19]
- полковник Швець Дмитро[20]

## Символіка
Нарукавний знак 23 окремої механізованої бригади має вигляд розтятого на синє та оливкове поле щита, на якому розташовано золотий лук з двома перехрещеними стрілами вістрям угору, згори — восьмипроменева срібна зірка.
В основу емблеми 23 бригади покладено герб м. Стара Самар 1752 р. (лук із двома стрілами) Самарської паланки, на теренах якої відбувалося формування бригади. Зірку взято з сучасного герба Дніпропетровської області.